# Phillyrea angustifolia
Pour les articles homonymes, voir Filaire.
Filaire à feuilles étroites
Espèce
Classification phylogénétique
Phillyrea angustifolia (ou Filaire à feuilles étroites) est une espèce de plantes à fleurs de la famille des Oleaceae. C'est un arbuste méditerranéen anémophile. Il est aussi appelé "Daradèu" en provençal traduit en Français par "Taradeau". Il appartient au genre Phillyrea, qui regroupe deux espèces, l'autre étant Phillyrea latifolia (Filaire à large feuille).
C'est une espèce assez proche de l'olivier et dont l'habitat naturel est de type garrigue.
On a récemment démontré chez cette espèce un « nouveau » système de reproduction. 

## Description
La floraison a lieu de mars à mai.

## Habitats et répartition
Cette espèce est présente en France autour du bassin méditerranéen et dans le Sud-ouest en mélange avec le chêne vert. Au Maroc c'est la deuxième espèce dominante dans l'entrée des régions du Moyen Atlas (Jbel Hellouk[Quoi ?]) après Quercus ilex (Chêne vert).

## Mode particulier de reproduction
Cette espèce comprend un taux élevé de mâles en mélange avec des hermaphrodites (dont les fleurs, fertiles, portent des organes mâles et femelles). Or il existe deux groupes, morphologiquement a priori tout à fait identiques et les individus de chaque groupe sont stériles entre eux, tout en étant fertiles avec les individus de l'autre groupe. Autrement dit le pollen des hermaphrodites ne peut féconder qu'un individu sur deux alors que le pollen des mâles des deux groupes peut féconder n'importe quel hermaphrodite des deux groupes, ce qui permet que les mâles ne soient pas désavantagés et qu'ils n'aient pas disparu par sélection naturelle. 
- Ceci explique que les mâles soient restés si nombreux par rapport aux hermaphrodites (jusqu'à 50 % des peuplements) ; chez les végétaux, pour se maintenir dans une population contenant aussi des hermaphrodites, les mâles doivent avoir un avantage en fertilité au moins double de celui des hermaphrodites, et plus élevé encore si comme chez Phillyrea angustifolia les hermaphrodites s'autofécondent facilement. Les espèces androdioïques semblent très rares chez les angiospermes.
- Cela montre aussi que l'évolution a pu permettre le passage de l'hermaphrodisme à la dioécie (androdioécie ; coexistence de mâles et d'hermaphrodites dans une même population ; c'est un système de reproduction très rare, contrairement à la gynodioécie).